# برتون کی. ویلر
برتون کندال ویلر (به انگلیسی: Burton Kendall Wheeler) سناتور سابق عضو حزب دموکرات ایالات متحده آمریکا بود. وی در سال ۱۹۲۳ تا ۱۹۴۷ میلادی سناتور ایالت مونتانا در سنای ایالات متحده آمریکا بود.